# 독시사이클린
독시사이클린(doxycycline)은 세균과 기타 특정한 기생충에 의해 발병하는 감염을 치료하기 위해 사용되는 항생물질이다. 세균성 폐렴, 여드름, 클라미디아 감염증, 초기 라임병, 콜레라, 매독에 유용하다. 퀴닌과 함께 사용할 때 말라리아의 치료에 유용하고, 또 말라리아의 예방에도 유용하다. 독시사이클린은 경구 투여나 정맥 주사를 통해 복용할 수 있다.
일반적인 부작용으로는 설사, 메스꺼움, 구토, 붉은 발진, 일광화상의 위험성 증가가 포함된다. 임신 중이거나 어린이가 복용할 경우 치아색이 바뀌는 것을 포함하여 치아에 영구적인 문제를 일으킬 수 있다. 모유 수유 중에 복용하는 것은 안전한 것으로 간주되고 있다. 독시사이클린은 테트라사이클린계의 광범위항생제이다. 이 계열에 속한 다른 물질들처럼 단백질 생성을 억제시킴으로써 세균의 증식 속도를 떨어트리거나 세균을 죽인다. 표적을 색소체(아피코플라스트)에 둠으로써 말라리아를 죽인다.
독시사이클린은 1957년 특허를 받았으며 1967년 상용화되었다. 의료제도에서 필수적인 가장 효과적이고 안전한 의약품 목록인 WHO 필수 의약품 목록에 등재되어 있다. 독시사이클린은 제네릭 의약품으로 구매가 가능하며 대체적으로 저렴한 편이다. 개발도상국의 도매가는 알약별로 US$0.01 ~ $0.04 사이이다. 미국에서 10일치 치료 기준으로는 약 US$14이다. 그러나 2014년 일부 지역에서는 알약별로 $3.00~10.00 이상에 판매되었다. 2016년, 600만 건 이상의 처방과 더불어 미국 내에서 110번째로 많이 처방을 받은 의약품이었다.